# Eilema angulifascia
Eilema angulifascia là một loài bướm đêm thuộc phân họ Arctiinae, họ Erebidae.